# Сосуды (ботаника)
Сосу́ды (трахеи) — проводящие элементы ксилемы, представляющие собой длинные полые трубки, образованные одним рядом клеток (члеников) со сквозными отверстиями (перфорациями) на поперечных стенках, по которым происходит массовое передвижение веществ.

## Строение
Сосуды растений (трахеи) состоят из многих клеток, которые называются члениками сосуда. Членики расположены друг над другом, образуя длинную полую трубку. Поперечные перегородки между члениками растворяются, и возникают перфорации (сквозные отверстия). По таким полым трубкам растворы передвигаются значительно легче, чем по трахеидам. Каждый сосуд может состоять из огромного числа члеников, поэтому средняя длина сосудов — несколько сантиметров (иногда до 1 м и больше). Самые совершенные сосуды состоят из широких коротких члеников, диаметр которых превышает длину, а в перфорационных пластинках имеется одно крупное отверстие (простая перфорация). Сосуды менее специализированные состоят из более длинных и узких члеников, поперечные стенки между которыми наклонены. Перфорационные пластинки имеют несколько отверстий, расположенных друг над другом (лестничная перфорация) или в беспорядке (сетчатая перфорация).

## Развитие сосуда
Членики сосуда образуются из продольного ряда клеток и вначале представлены расположенными друг над другом живыми паренхимными тонкостенными клетками, полость которых заполнена цитоплазмой с крупным ядром.
Первичная оболочка члеников сосудов состоит из микрофибриллярной фазы и матрикса, заполняющего промежутки между пространственно организованными микрофибриллами целлюлозы. В оболочке молодых члеников сосуда преобладают компоненты матрикса и вода. В связи с этим они могут удлиняться и разрастаться в ширину, протопласт вакуолизируется и занимает постенное положение.
Ещё до завершения роста начинается отложение слоёв вторичной оболочки. Каждый из слоёв отличается направлением ориентации микрофибрилл, характерным для данного типа элементов ксилемы. В тех участках первичной оболочки, где позднее образуются перфорации, вторичная оболочка не откладывается, но за счёт разбухания пектинового вещества межклеточной пластинки эти участки несколько утолщаются.
В самых ранних по времени образования трахеальных элементах вторичная оболочка может иметь форму колец, не связанных друг с другом (кольчатые сосуды). Позднее появляются трахеальные элементы со спиральными утолщениями, затем с лестничными утолщениями (сосуды с утолщениями, которые могут быть охарактеризованы как плотные спирали, витки которых связаны между собой).
Сосуды с относительно небольшими округлыми участками первичной оболочки, не прикрытыми изнутри вторичной оболочкой, называют пористыми.
Вторичная оболочка, а иногда и первичная, как правило, лигнифицируются, то есть пропитываются лигнином. Это придает им дополнительную прочность, но ограничивает возможности дальнейшего роста органа в длину. Одновременно с одревеснением боковых клеток сосуда идет процесс разрушения поперечных стенок между члениками: они ослизняются и постепенно исчезают. Так формируется перфорация. Вокруг перфорации всегда сохраняется остаток продырявленной стенки в виде ободка (перфорационный поясок).
После образования перфорации протопласт отмирает, его остатки в виде бородавчатого слоя выстилают стенки трахеальных элементов (трахеид и члеников сосудов). В результате последовательных структурных изменений формируется сплошная полая трубка сосуда, полость которой заполняется водой.

## Механизм действия
Механизм поступления воды в трахеальные элементы и проведения её ко всем частям растения сложен. Основная масса воды поступает в растение через корневые волоски. В силу т. н. корневого давления вода проходит к водопроводящим элементам корня, поднимается к листьям и испаряется с их поверхности наружу через устьица (транспирация).
Сосуды заполнены водой. По мере того, как вода движется по сосудам, в столбе воды создаётся натяжение. Оно передаётся вниз по стеблю на всём пути от листа к корню благодаря сцеплению (когезии) молекул воды. Молекулы стремятся «прилипнуть» друг к другу в силу своей полярности, а затем удерживаются вместе за счёт водородных связей. Кроме того, они стремятся прилипнуть к стенкам сосудов под действием сил адгезии. Натяжение в сосудах ксилемы достигает такой силы, что может тянуть весь столб воды вверх, создавая массовый поток. При этом прочность стенкам обеспечивают целлюлоза и лигнин.